# Pontus Tidemand
Pontus Tidemand (Charlottenburg, Suècia;10 de desembre de 1990) és un pilot de ral·li suec que ha disputat en diferents ocasions el Campionat Mundial de Ral·lis.
Guanyador del Campionat Mundial de Ral·lis júnior l'any 2012, del Campionat de Ral·lis Àsia-Pacífic l'any 2015 i de la categoria WRC 2 del Campionat Mundial de Ral·lis l'any 2017.

## Trajectòria
Tidemand comença a disputar proves de ral·li a Suècia i a Noruega dins dels respectius campionats nacionals. Debuta al Campionat Mundial de Ral·lis l'any 2012, disputant l'Acadèmia WRC, on finalitza tercer. A la temporada següent, ja sota la denominació de la categoria de Campionat Mundial de Ral·lis júnior, Tidemand s'alça amb el títol mundial.
De cara al 2014 combina la disputa de ral·li cross amb la disputa de ral·lis, on com a resultat més destacat guanya el Ral·li d'Alemanya dins de la categoria WRC 2 amb un Ford Fiesta R5. L'any 2015 guanya amb un Škoda Fabia S2000 el Campionat de Ral·lis Àsia-Pacífic amb l'equip MRF Racing, disputant en paral·lel diferent proves del WRC 2.
La temporada 2016 Tidemand es converteix en pilot oficial Škoda per disputar la categoria WRC 2 del Campionat Mundial de Ral·lis, aconseguint alçar-se amb el títol mundial la temporada 2017 amb un Škoda Fabia R5, imposant-se en cinc de les proves disputades. De cara a 2018, Tidemand finalitza subcampió, en aquesta ocasió superat pel seu company d'equip Jan Kopecký.
La temporada 2019 Tidemand fitxa per l'equip M-Sport Ford per disputar un calendari parcial a bord d'un Ford Fiesta WRC amb un setè lloc al Ral·li de Gal·les com a millor resultat.
De cara a la temporada 2020 retorna a la categoria WRC 2 amb l'equip Toksport WRT amb un Škoda Fabia Rally2 evo, finalitzant subcampió per darrere del noruec Mads Østberg.
Els anys 2021 i 2022 tan sols ha disputat algunes proves puntuals a Suècia, passant a disputar la temporada 2023 el Campionat d'Europa amb un Ford Fiesta Rally2 de l'equip MRF Racing.